# 泽库棱子芹
泽库棱子芹（学名：Pleurospermum tsekuense）为伞形科棱子芹属的植物，为中国的特有植物。分布于中国大陆的青海等地，生长于海拔3,400米至3,500米的地区，多生长在山坡，目前尚未由人工引种栽培。